# 王裕嫔
王裕嬪（—1540年），名失考。錦衣衛帶俸正千戶王欒之女，錦衣衛帶俸正千戶王大經之妹，明朝明世宗朱厚熜之嬪。

## 生平
王氏的出生時間不詳。嘉靖十六年四月十一日，王氏之父王欒因「以其女選入掖庭」而被授為錦衣衞帶俸正千戶，四月二十三日，嘉靖帝御奉天殿，遣武定侯郭勛等為正使，大學士李時等為副使，進封元子生母昭嬪王氏為貴妃，皇四子生母靖嬪盧氏為靖妃，並且補封劉英之女為淑嬪、王俊之女王氏為宜嬪、王受之女王氏為徽嬪、王欒之女王氏為裕嬪、陳瓚之女陳氏為雍嬪。同年六月初六日，詔授裕嬪之兄王大經為錦衣衛帶俸正千戶。嘉靖十九年九月二十九日，王裕嬪薨逝，輟朝一日，詔祭葬如悼隱恭妃文氏例，葬金山。王裕嬪去世後葬於金山峯峪口。《太常續考》稱德妃張氏、徽妃王氏、莊嬪王氏、惠嬪韋氏、常嬪陳氏、常嬪李氏、裕嬪王氏七人各為一墓 。嘉靖二十六年六月十七日，詔給裕嬪之父錦衣衛帶俸正千戶王欒祭葬費。
2022年11月至2023年9月，北京市文物局組織北京市考古研究院對海淀區四王府村明代皇室墓地開展考古發掘，在其中一個墓園內發現王裕嬪的墓志，可知王裕嬪卒於嘉靖十九年，享年二十九歲。

## 冊文
《明世宗肅皇帝實錄》嘉靖十六年四月辛未條所收錄的王裕嬪冊文，與劉淑嬪、王宜嬪、王徽嬪、陳雍嬪的冊文相同：
```
「王化之興，始於閨門；家齊之效，形於國治。肆坤儀之得輔，斯內政之有光。咨爾王氏，蘊淑德於夙成，膺妙簡於宮掖。茂著勤勞之譽，允為恭閫之良。用率彛章，式昭崇異。茲特封爾為裕嬪，錫之冊命。爾其愈加警惕，益勵祗勤。用敦事上之誠，無失守恆之義。永言佩服，光我訓詞。欽哉！」
```